# Mahmud-Ali Kalimatov
Mahmud-Ali Kalimatov (Chemolgan, RSS de Kazajistán; 9 de abril de 1959) es un político y funcionario del gobierno ruso nacido en Kazajistán. Fue nombrado jefe interino de Ingusetia el 26 de junio de 2019 por el presidente ruso Vladímir Putin y fue elegido jefe de la república el 8 de septiembre de 2019.

## Biografía

### Primeros años
Mahmud-Ali Kalimatov nació en Chemolgan (actual Ushkonyr) el 9 de abril de 1959. Desde abril de 1977 hasta 1979, sirvió en el servicio militar de la Unión Soviética con sede en Alemania Oriental. En 1989, se graduó de la facultad de derecho de la Universidad Estatal de Kuibyshev y trabajó en la República de Komsomol y el Partido Comunista de la República de Kazajistán de Kuibyshev.
Desde 1990, al servicio de las autoridades judiciales del oblast de Kuibyshev, comenzó como investigador de la oficina del fiscal de distrito. En agosto de 1995, fue nombrado fiscal adjunto del distrito de Kirov de Samara. En diciembre de 1996, fue nombrado fiscal de la región Kirov de Samara, de 1997 a 2003 se desempeñó como fiscal de Samara, y de enero de 2003 a agosto de 2004 trabajó como primer fiscal adjunto del óblast de Samara. En agosto de 2004, por orden del Fiscal General de la Federación Rusa, fue nombrado fiscal de la República de Ingusetia. En 2007, encargó el control del departamento al gobernador del óblast de Samara, y desde 2012, trabajó como asesor del gobernador del óblast de Samara.

### Presidente de la República de Ingusetia
El 26 de junio de 2019, el presidente ruso Vladímir Putin nombró a Kalimatov como jefe interino de la República de Ingusetia luego de la renuncia de Junus-bek Evkurov. La renuncia de Evkurov se produjo luego de un largo movimiento de protesta en la República por el acuerdo fronterizo entre Chechenia e Ingusetia de 2018. Las protestas comenzaron debido a la naturaleza del acuerdo, y la población de Ingusetia solo sabía de la existencia del acuerdo después de la firma del acuerdo.
Fue galardonado con el "Trabajador Honorario de la Fiscalía de la Federación Rusa". Fue elegido jefe de Ingusetia por la Asamblea Popular de la República de Ingusetia el 8 de septiembre de 2019 al recibir los votos de 27 diputados de los 31 presentes, superando a sus candidatos rivales Magomed Zurabov y Uruskhan Evloev. El 27 de enero de 2020, Kalimatov destituyó al gobierno de Ingusetia por motivos poco claros y nombró a un ruso étnico, Konstantin Surikov, como primer ministro de la República.
- Datos: Q64831217
- Multimedia: Mahmud-Ali Kalimatov / Q64831217